# Les Disparus de l'Île-aux-Moines
Les Disparus de l'Île-aux-Moines (Les Aventures de Vick et Vicky : Les Disparus de l'Île-aux-Moines, Izenah, Bruno Bertin, 1997, France) est le troisième album de bande dessinée des Aventures de Vick et Vicky.

## Synopsis
Angelino, scout en vacances à l'Île-aux-Moines, assiste par un soir d'orage à un phénomène surnaturel : une femme et un homme disparaissent aussi rapidement qu'ils sont apparus dans les eaux du golfe du Morbihan. Il raconte son histoire à un ancien de l'île qui est convaincu qu'une légende locale, la légende d'Izenah, a resurgi du passé. Angelino est rapidement montré du doigt malgré la découverte qu’il fait le lendemain matin sur les lieux de ces étranges disparitions. Il décide d’appeler à la rescousse ses amis Vick et Vicky, Jean-Sébastien, Marc et Éric de la patrouille des Loups blancs pour résoudre cette énigme. Mais dès leur arrivée sur l’île, plusieurs d’entre eux disparaissent… L'île serait-elle réellement hantée ? Cette légende aurait-elle un fond de vérité ?

## Personnages
Héros principaux
- Vick : tantôt de bonne ou de mauvaise humeur, c'est le héros de la série et le chef de la bande. Il habite Rennes.
- Vicky : chien de Vick, désigné mascotte de la patrouille des Loups Blancs, Vicky est un personnage important dans les aventures. Il aide régulièrement les enfants à se sortir de situations difficiles.

Scouts de la patrouille des Loups Blancs
- Jean-Sébastien : il est le chef de la patrouille (CP) et le sage de la bande.
- Angelino : Italien venu de Rome, frère jumeau de Tonino. Râleur, toujours fatigué, peureux, il aime le farniente et la magie. Il apparaît dans cette aventure en remplacement de son frère.
- Marc : le casse-cou de la bande. Toujours téméraire et partant dans l'aventure, il est sportif et passionné par la pêche.
- Éric : première apparition dans la série.
- Marine : jeune fille sage et discrète, scoute, habitante de l'île, elle est passionnée d'archéologie et de guitare électrique.

Personnages de l'histoire
- Le Père Malo : ancien de l'île (couverture du commissaire de police Tanguy)
- Georges : cafetier
- P'tit Louis : pilier de comptoir
- Renan Cadiou : maire de l'île
- Morwenn Cadiou : fille du maire

## Lieux visités
La bande dessinée se passe dans le golfe du Morbihan, sur l'Île-aux-Moines et l'Île-d'Arz. On y voit le manoir Sainte-Anne, dit château du Guéric, et le dolmen de Penhap. L'Île-aux-Moines était habitée depuis l'époque néolithique. L'album revient sur la légende d'Izenah : à une époque où l'île Izenah (nom breton de l'Île-aux-Moines) n'était pas encore séparée de sa voisine l'Île d'Arz, les gens d'Arz étaient des pêcheurs, ceux d'Izenah des marins, seigneurs des mers. L'un d'eux s'éprit d'une fille d'Arz au grand désespoir de ses parents qui l'enfermèrent chez les moines. La jeune fille, chaque jour, traversait la chaussée reliant les deux îles pour chanter sous les murs du monastère. Le prieur exaspéré fit appel aux korrigans qui submergèrent la chaussée, noyèrent la jeune fille et séparèrent à jamais les deux îles. La préservation de l'équilibre naturel des sites face aux constructions de complexes immobiliers constitue la toile de fond de l'album.

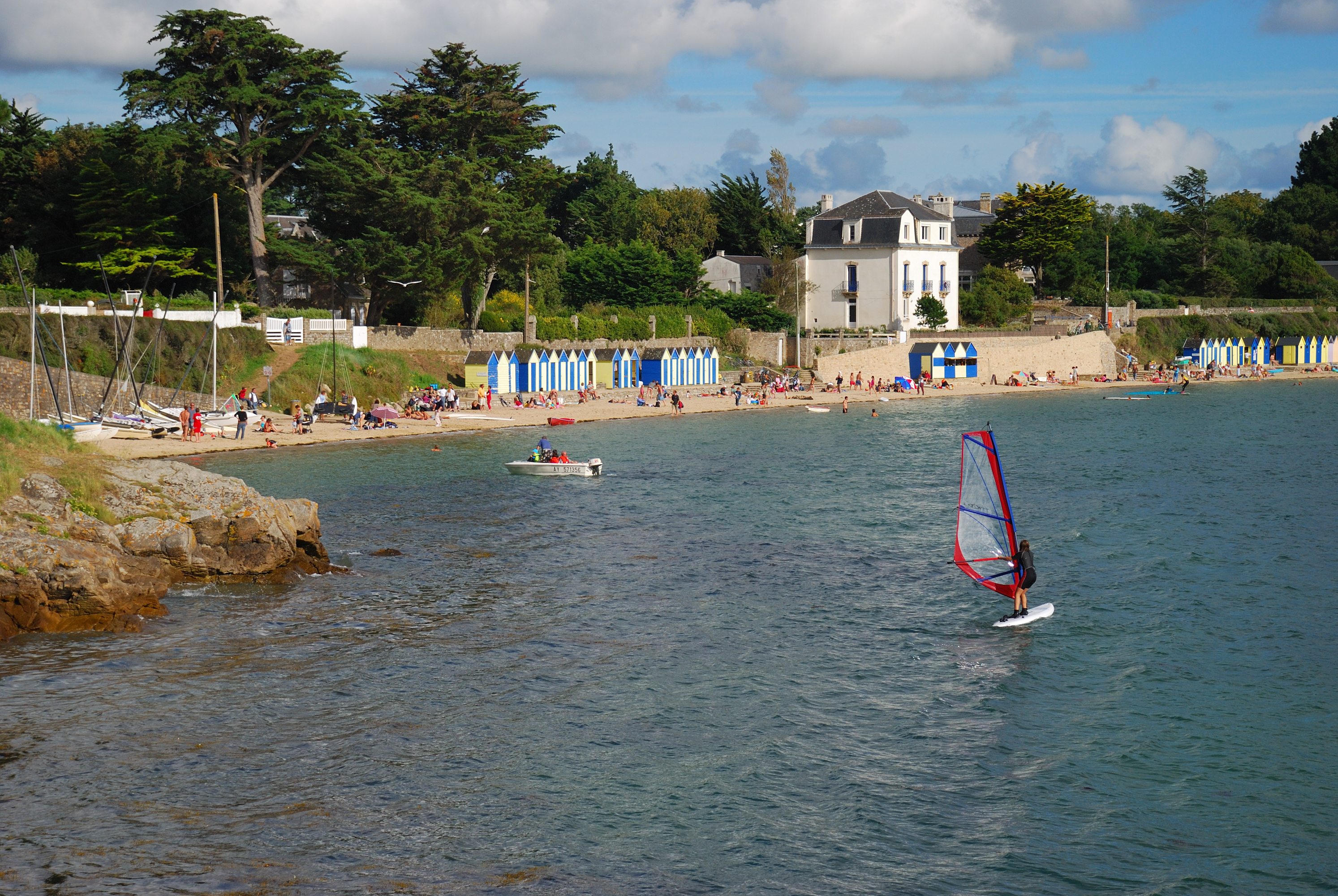
Plage sur l'île
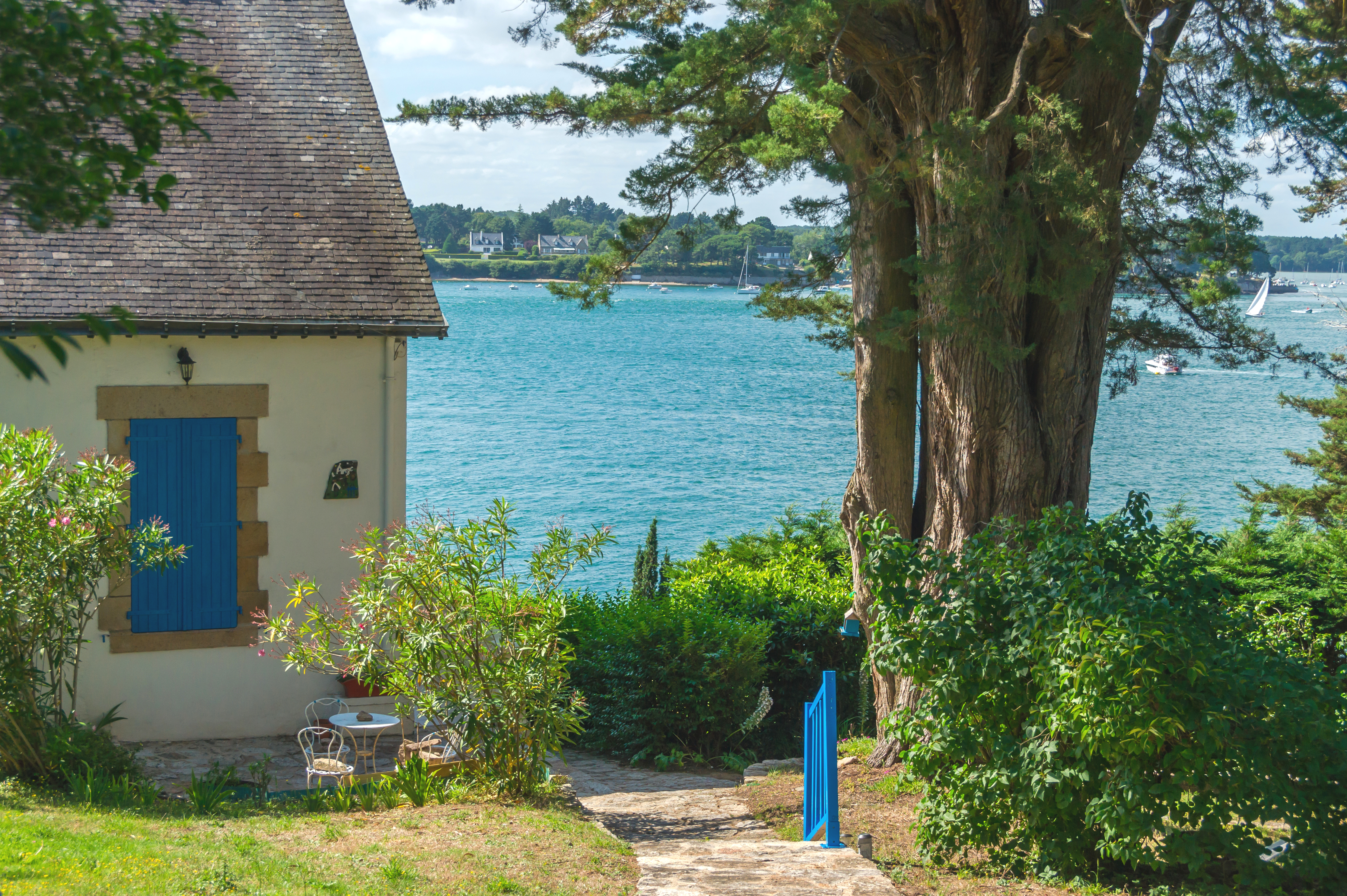
Maison, Golfe, Île aux Moines, Morbihan
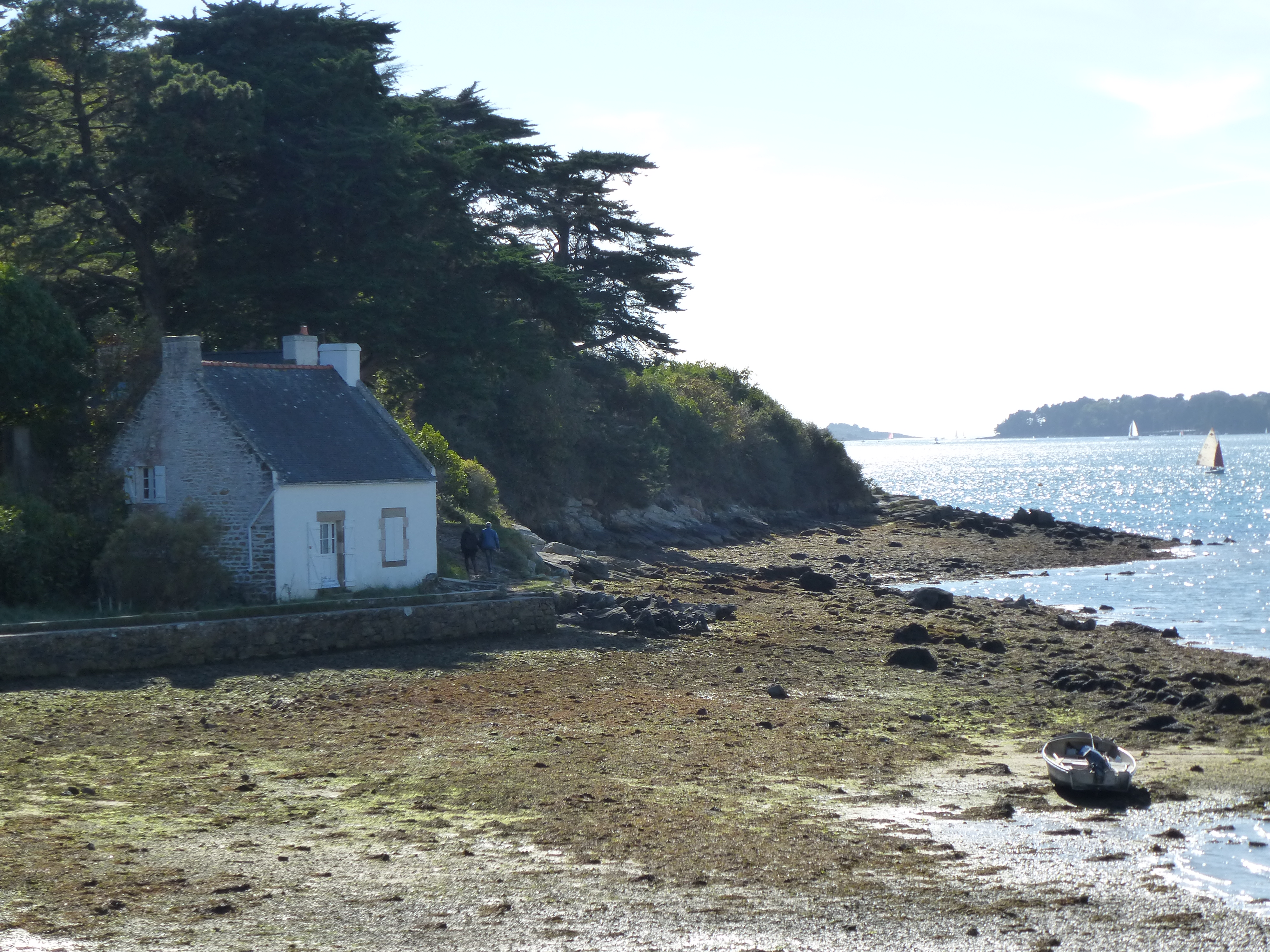
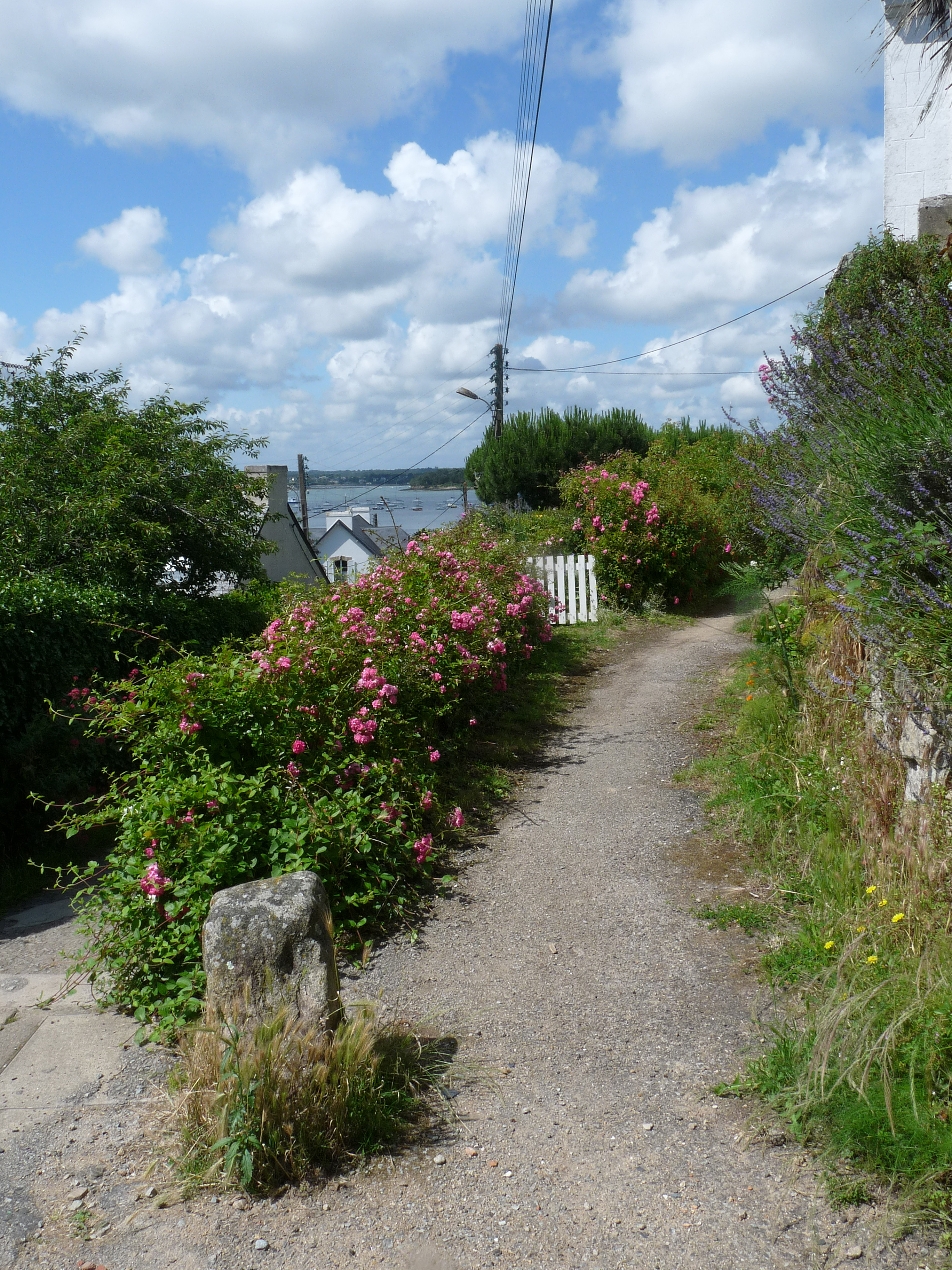
Bourg de l'île
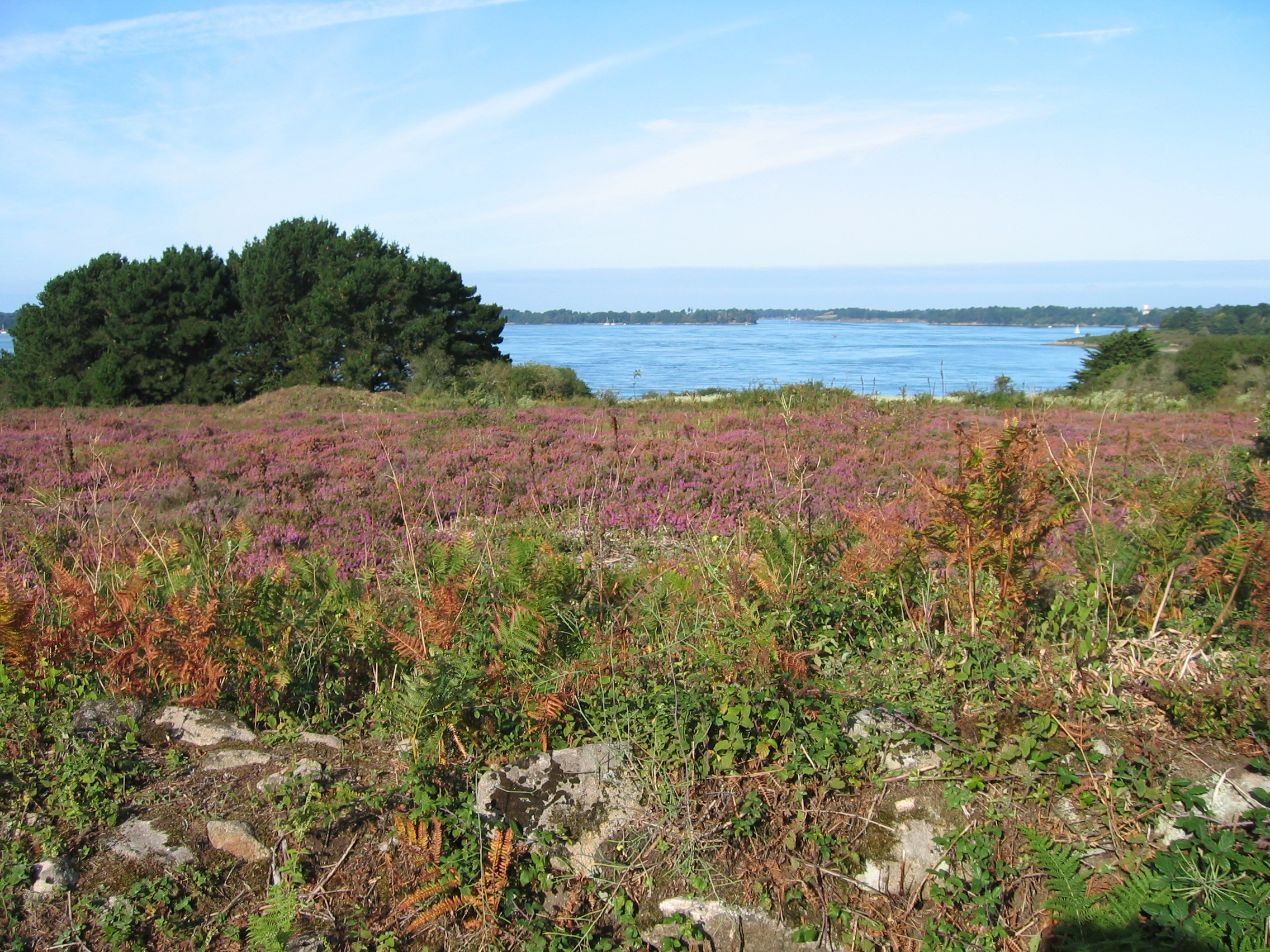
Vers Penhap
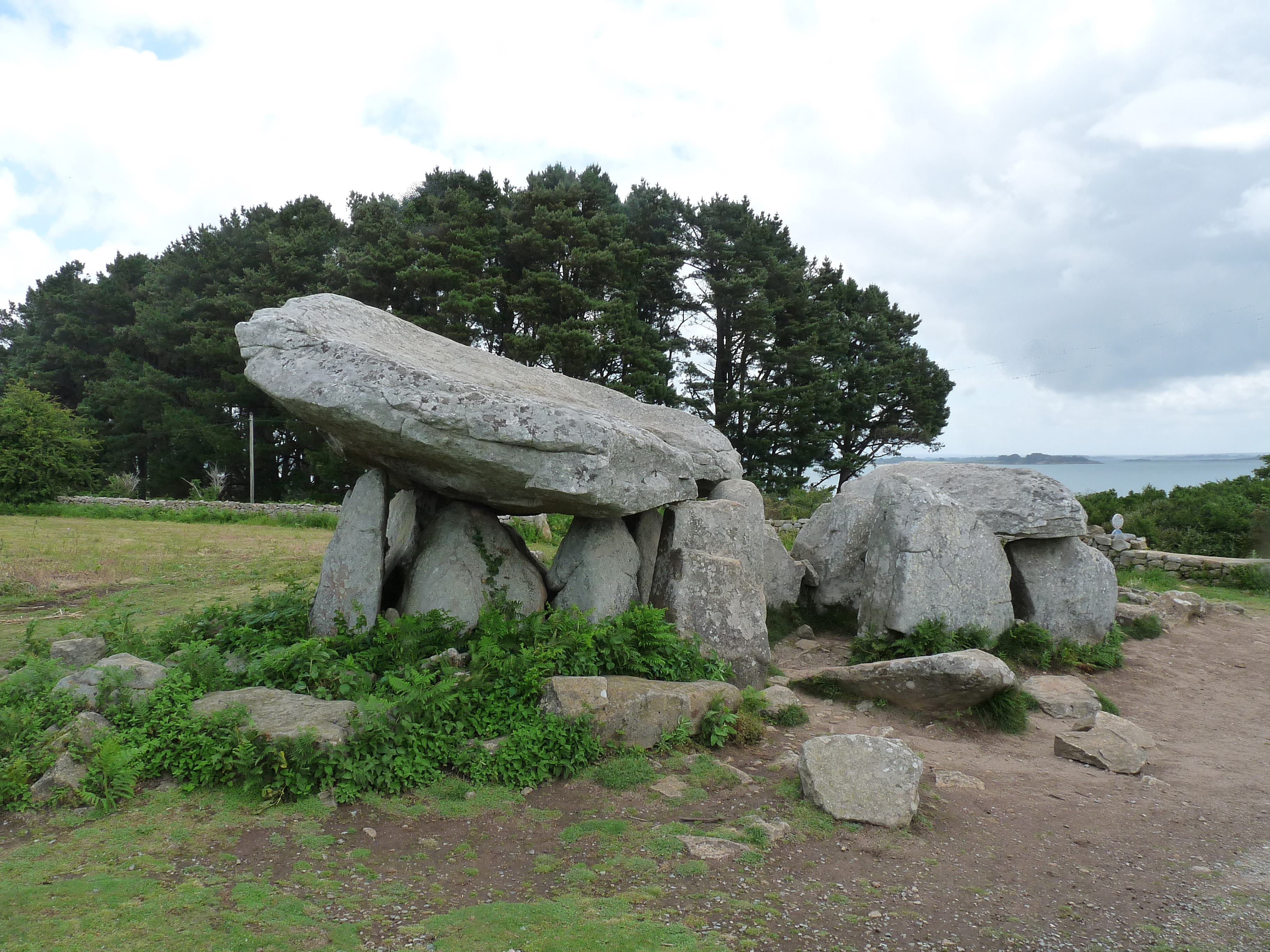
Dolmen de Penhap

## Autour de l'œuvre
Ce troisième volet des aventures de Vick et Vicky, écrit uniquement par Bruno Bertin, marque la fin de sa collaboration avec Jean Rolland et permet à la série de continuer à exister.
Pour des questions de paternité, les scouts changent de nom de patrouille. Créés par Jean Rolland, les Élans deviennent les Loups blancs. L'Italien Tonino  laisse la place à son frère jumeau Angelino.
Bruno Bertin a expliqué dans la presse : « l'Île-aux-Moines était un lieu où je passais les vacances avec mes grands-parents. Ce sont des lieux que je connaissais. C'est aussi un lieu magique pour lequel j'ai beaucoup de tendresse ».
Pour apporter une certaine parité dans la bande des jeunes héros, une fille fait son apparition : Marine. Le blason de la patrouille des Loups blancs figure sur le 4e plat de l'édition de luxe. À noter, une erreur corrigée dans les rééditions : les bandits ont remis aux enfants le foulard de Marc comme preuve de son kidnapping et lorsque la bande vient le délivrer, il le porte sur lui.
La chaîne de télévision France 3 a réalisé un reportage télévisé sur la sortie de l'album avec la présence du ministre de la culture Jacques Toubon.
Vick et Vicky connaîtront une autre aventure sur une île bretonne, Ouessant : Vents de mystères à Ouessant (histoire originale d'Eve-Lyn Sol d'après les personnages de Bruno Bertin. Rennes : Éd. P'tit Louis, 2019).

## Thèmes
Dans cet album, il est question de blanchiment d'argent, d'extorsion de fonds, d'enlèvements, de trafic de diamants, d'une légende, de disparitions, de fantômes, de passage secret et de construction de complexes immobiliers.
L'album évoque la légende racontant la séparation de l'Île-aux-Moines et de l'Île-d’Arz. Selon cette légende, à une époque reculée, l'Île-aux-Moines était dénommée « Izenah », et était reliée à l'île d’Arz par une bande de terre. Les habitants d'Arz étaient des pêcheurs, tandis que ceux d'Izenah étaient des seigneurs de la mer. Un jeune homme d'Izenah tomba amoureux d'une jeune fille de l'île voisine. Dépités, les parents du jeune homme l'enfermèrent alors chez les moines. La légende raconte que « la jeune fille traversait chaque jour la chaussée reliant les deux îles pour aller chanter sous les murs du monastère. Lassés, les moines appelèrent les Korrigans qui vinrent submerger l'isthme des eaux du golfe du Morbihan. La jeune femme se noya et les deux îles furent à jamais séparées. »

## Nouvelle édition
En 2008, Bruno Bertin propose une refonte de l'album avec une nouvelle couverture.